# João de Aguiar Valadão
 João de Aguiar Valadão  (Angra, 30 de novembro de 1831 — Angra do Heroísmo, 31 de outubro de 1855) foi um sacerdote católico que se notabilizou nos campos da política e do jornalismo.
Foi vigário da paróquia da Terra Chã, e pregador régio.

## Biografia
Veio a exercer as funções de escrivão da Câmara Eclesiástica e beneficiado da Sé Catedral. Foi, mais tarde, vigário da freguesia da Terra-Chã. Colaborou em O Catholico e na Trombeta Açoreana, e foi pregador régio, acompanhante do bispo D. João Maria Pereira de Amaral e Pimentel, na sua saída de Angra para Ponta Delgada e daqui para o Faial, em visita pastoral.
Foi um devotado membro do Partido Histórico da ilha Terceira de que foi chefe Teotónio de Ornelas Bruges Paim da Câmara, o 1.º conde da Praia da Vitória. Depois do Pacto da Granja, acompanhou sempre o Partido Progressista, tendo como jornalista e orador distinto defendido com ardor a política do seu partido, na imprensa e nos comícios.
Era veemente na polémica, e argumentou sempre com inexcedível valor nas lutas partidárias por que passou a ilha Terceira. Alquebrado de forças pela doença, que o vitimou, a sua energia e força de vontade dominavam as dores físicas logo que se tornava necessário para a luta, depois caía extenuado, mas nunca faltou em comparecer ao menor grito de alarme do seu partido.